# San Jerónimo Zoyatitlanapan
San Jerónimo Zoyatitlanapan är en ort i Mexiko.   Den ligger i kommunen Juan N. Méndez och delstaten Puebla, i den sydöstra delen av landet, 180 km sydost om huvudstaden Mexico City. San Jerónimo Zoyatitlanapan ligger 2 164 meter över havet och antalet invånare är 371.
Terrängen runt San Jerónimo Zoyatitlanapan är kuperad. Runt San Jerónimo Zoyatitlanapan är det glesbefolkat, med 18 invånare per kvadratkilometer. Närmaste större samhälle är Santa María la Alta, 10,2 km norr om San Jerónimo Zoyatitlanapan. I omgivningarna runt San Jerónimo Zoyatitlanapan växer huvudsakligen savannskog.